# Nicolla halichoeri
Nicolla halichoeri är en plattmaskart. Nicolla halichoeri ingår i släktet Nicolla och familjen Opecoelidae. Inga underarter finns listade i Catalogue of Life.